# Rafaelson
Rafaelson Bezerra Fernandes (* 30. März 1997 in Pirapemas, Maranhão), auch bekannt als Rafaelson oder seit der Einbürgerung als vietnamesischer Staatsbürger als Nguyễn Xuân Son, ist ein brasilianisch-vietnamesischer Fußballspieler. Der Stürmer steht seit 2023 beim vietnamesischen Verein Thép Xanh Nam Định unter Vertrag und ist vietnamesischer Nationalspieler.

## Herkunft und Familie
Rafaelson wurde in einer armen Familie in Pirapemas, Brasilien, geboren. Sein Vater war Lehrer und seine Mutter Bäuerin. Im Alter von 14 Jahren zog er allein nach Salvador, wo er der Jugendakademie von Bahia beitrat.

## Karriere

### Verein

#### Vegalta Sendai
Im Februar 2018 wechselte Rafaelson auf Leihbasis zum japanischen Verein Vegalta Sendai. Einen Monat später trat er zum ersten Mal für das Team im J.League-Cup-Spiel gegen Albirex Niigata an, erlitt jedoch im Spiel eine schwere Verletzung, die eine dreimonatige Genesung erforderte. Im August 2018 wurde sein Transfer zu Vegalta Sendai endgültig. Im Januar 2019 verließ er den Verein jedoch nach Ablauf seines Vertrags, ohne ein Ligaspiel bestritten zu haben.

#### Næstved
Am 13. April 2019 zog Rafaelson nach Dänemark und schloss sich Næstved an. In zwei Spielzeiten für den Verein erzielte er nach 24 Ligaspielen 5 Tore.

#### Nam Định
Næstved gab am 12. Januar 2020 bekannt, dass Rafaelson an den vietnamesischen Verein Nam Định in der V.League 1 verkauft wurde. Nach einer guten Saison bei Nam Định konnte der Verein ihn aufgrund finanzieller Schwierigkeiten nicht halten.

#### SHB Đà Nẵng
Nach seinem Abgang von Nam Định wechselte Rafaelson zum V.League 1-Verein SHB Đà Nẵng, wo er ebenfalls nur eine Saison blieb und 6 Tore in 12 Einsätzen erzielte.

#### Bình Định
Im September 2021 wechselte Rafaelson zum Verein Topenland Bình Định. Am 3. September 2022 erzielte er seinen ersten Hattrick in der V.League 1 und verhalf seiner Mannschaft damit zum 3:0-Sieg gegen den Tabellenführer Hanoi FC. Rafaelson führte seinen Verein ins Finale des vietnamesischen Pokals 2022 und erzielte im Halbfinalspiel gegen Đông Á Thanh Hóa einen Hattrick. Aufgrund seiner Leistungen verlängerte der Verein sein Vertrag im Januar 2023. In der Saison 2023 wurde Rafaelson mit insgesamt 16 Toren Torschützenkönig der Liga und wurde in die Mannschaft der Saison gewählt.

#### Rückkehr nach Nam Định
Am 28. August 2023, kehrte Rafaelson zu Nam Định zurück, nachdem sein Vertrag mit Topenland Bình Định ausgelaufen war. Am 26. Mai 2024 erzielte er fünf Tore bei einem 5:2-Sieg gegen Đông Á Thanh Hóa, womit er mit Nguyễn Đình Việts Rekord um 2007 für die meisten Tore eines einzelnen Spielers in einem einzigen Spiel in der Geschichte der V.League 1 einstellte. Am 25. Juni 2024 erzielte Rafaelson einen Hattrick bei einem 5:1-Ligasieg gegen Khánh Hòa und sicherte damit Nam Định den ersten nationalen Meistertitel seit 1985. Er beendete die Saison als Torschützenkönig der Liga mit 31 Toren und brach damit den Rekord für die meisten Tore, die ein einzelner Spieler in einer einzigen Saison der V.League 1 erzielt hat. Dieser Rekord wurde zuvor von Lê Huỳnh Đức mit 25 Toren gehalten. Neben der Auszeichnung als Torschützenkönig wurde Rafaelson auch als „Spieler der Saison“ ausgezeichnet und stand zum zweiten Mal in Folge in die beste Mannschaft der Ligasaison.
Am 31. August 2024 erzielte Rafaelson im Finale des vietnamesischen Superpokals 2024 einen Doppelpack und trug damit zum 3:0-Sieg von Nam Định gegen Đông Á Thanh Hóa bei. Somit war dieser Titelgewinn der erste, der der Verein zum ersten Mal in seiner Vereinsgeschichte holte.

### Nationalmannschaft
Nach fünfjährigem Aufenthalt in Vietnam durfte Rafaelson ab November 2024 die vietnamesische Nationalmannschaft nach der Zustimmung von FIFA vertreten. Er wurde in Vietnams vorläufigen Kader und anschließend im finalen Kader für die Südostasienmeisterschaft 2024 berufen.
Rafaelson/Xuân Son erzielte zwei Tore und zwei Vorlagen bei seinem Debüt für die vietnamesische Nationalmannschaft bei deren 5:0-Sieg gegen Myanmar am 21. Dezember 2024 in der Südostasienmeisterschaft 2024. Damit war er der erste eingebürgerte vietnamesische Spieler, der in einem offiziellen Spiel ein Tor erzielte. Im Halbfinal-Hinspiel im Jalan Besar Stadium am 26. Dezember 2024 erzielte er das zweite Tor und sicherte Vietnam damit einen 2:0-Sieg. Im Halbfinal-Rückspiel im Việt-Trì-Stadion am 29. Dezember 2024 erzielte Xuân Son einen Doppelpack und trug damit zum Vietnams 3:1-Sieg und dessen anschließenden Einzug ins Finale bei. Xuân Son setzte seine Torserie fort, indem er im Hinspiel des Südostasienmeisterschaftsfinales zwei weitere Tore beim Vietnams 2:1-Sieg gegen Thailand erzielte. Während des Rückspiels des Finales im Rajamangala-Stadion brach er sich den Waden- und Schienbein und wurde in der 32. Minute ausgewechselt. Später gewann Vietnam das Finale mit einem Gesamtergebnis von 5:3 gegen Thailand. Mit 7 Toren, die er während der Südostasienmeisterschaft erzielte, gewann Xuân Son die Auszeichnung als Torschützenkönig und bester Spieler des Turniers.

## Privates
Rafaelson hat zwei Söhne.
Im August 2024 beantragte er beim Justizministerium der Provinz Nam Định nach fünfjährigem Aufenthalt in Vietnam die vietnamesische Staatsbürgerschaft und äußerte seinen Wunsch, in Zukunft die vietnamesische Fußballnationalmannschaft vertreten zu dürfen. Am 20. September 2024 erhielt Rafaelson die vietnamesische Staatsbürgerschaft und auch den vietnamesischen Namen Nguyễn Xuân Son.

## Karrierestatistik
| Verein              | Liga            | Saison          | Liga   | Liga | Staatsmeisterschaft | Staatsmeisterschaft | Nat. Pokal | Nat. Pokal | Kontinental. | Kontinental. | Andere | Andere | Gesamt | Gesamt |
| Verein              | Liga            | Saison          | Spiele | Tore | Spiele              | Tore                | Spiele     | Tore       | Spiele       | Tore         | Spiele | Tore   | Spiele | Tore   |
| ------------------- | --------------- | --------------- | ------ | ---- | ------------------- | ------------------- | ---------- | ---------- | ------------ | ------------ | ------ | ------ | ------ | ------ |
| Vitória             | Série B         | 2015            | 7      | 1    | 0                   | 0                   | —          | —          | —            | —            | —      | —      | 7      | 1      |
| Vitória             | Série A         | 2016            | 1      | 0    | 0                   | 0                   | 1          | 0          | —            | —            | —      | —      | 2      | 0      |
| Vitória             | Série A         | 2017            | 4      | 0    | 2                   | 0                   | 0          | 0          | —            | —            | —      | —      | 6      | 0      |
| Vitória             | Série A         | 2018            | 0      | 0    | 1                   | 0                   | 0          | 0          | —            | —            | —      | —      | 1      | 0      |
| Gesamt              | Gesamt          | Gesamt          | 12     | 1    | 3                   | 0                   | 1          | 0          | 0            | 0            | 0      | 0      | 16     | 1      |
| Vegalta Sendai      | J1 League       | 2018            | 0      | 0    | —                   | —                   | 0          | 0          | —            | —            | 1      | 0      | 1      | 0      |
| Næstved BK          | 1. Division     | 2018/19         | 6      | 1    | —                   | —                   | 0          | 0          | —            | —            | —      | —      | 6      | 1      |
| Næstved BK          | 1. Division     | 2019/20         | 18     | 4    | —                   | —                   | 2          | 0          | —            | —            | —      | —      | 20     | 4      |
| Gesamt              | Gesamt          | Gesamt          | 24     | 5    | 0                   | 0                   | 2          | 0          | 0            | 0            | 0      | 0      | 26     | 5      |
| Nam Định            | V.League 1      | 2020            | 18     | 6    | —                   | —                   | 1          | 2          | —            | —            | —      | —      | 19     | 8      |
| SHB Đà Nẵng         | V.League 1      | 2021            | 12     | 6    | —                   | —                   | 0          | 0          | —            | —            | —      | —      | 12     | 6      |
| Topenland Bình Định | V.League 1      | 2022            | 21     | 5    | —                   | —                   | 4          | 3          | —            | —            | —      | —      | 25     | 8      |
| Topenland Bình Định | V.League 1      | 2023            | 18     | 16   | —                   | —                   | 2          | 1          | —            | —            | —      | —      | 20     | 17     |
| Gesamt              | Gesamt          | Gesamt          | 39     | 21   | 0                   | 0                   | 6          | 4          | 0            | 0            | 0      | 0      | 45     | 25     |
| Thép Xanh Nam Định  | V.League 1      | 2023/24         | 24     | 31   | —                   | —                   | 3          | 1          | —            | —            | —      | —      | 27     | 32     |
| Thép Xanh Nam Định  | V.League 1      | 2024/25         | 7      | 7    | —                   | —                   | 0          | 0          | 5            | 5            | 1      | 2      | 13     | 14     |
| Gesamt              | Gesamt          | Gesamt          | 31     | 38   | 0                   | 0                   | 3          | 1          | 5            | 5            | 1      | 2      | 40     | 46     |
| Karriere Gesamt     | Karriere Gesamt | Karriere Gesamt | 136    | 77   | 3                   | 0                   | 13         | 7          | 5            | 5            | 2      | 2      | 166    | 91     |

## Erfolge

### Verein
Vitória
- Meister der Staatsmeisterschaft von Bahia: 2016

Topenland Bình Định
- Zweiter des vietnamesischen Pokals: 2022

Thép Xanh Nam Định
- Vietnamesischer Meister: 2023/24
- Vietnamesischer Supercupsieger: 2024

#### Auszeichnungen
- Torschützenkönig der V.League 1: 2023, 2023/24
- Beste Mannschaft der Saison der V.League 1: 2023, 2023/24
- Bester Spieler der Saison der V.League 1: 2023/24

### Nationalmannschaft
Südostasienmeisterschaft
- Südostasienmeister 2024

#### Auszeichnungen
- Südostasienmeisterschaft 2024: Most Valuable Player
- Südostasienmeisterschaft 2024: Top Scorer Award (7 Tore, 2 Vorlagen)